# Venetian Arena
The Venetian Arena (chinesisch 威尼斯人綜藝館) ist eine Mehrzweckhalle in der chinesischen Sonderverwaltungszone Macau. 

## Geschichte
Die Arena wurde am 8. April 2007 nach zweijähriger Bauzeit auf dem Gelände des Venetian Macao auf der aufgeschütteten Insel Cotai eröffnet. Die Halle bietet bis zu 14.000 Plätze zu den Veranstaltungen.

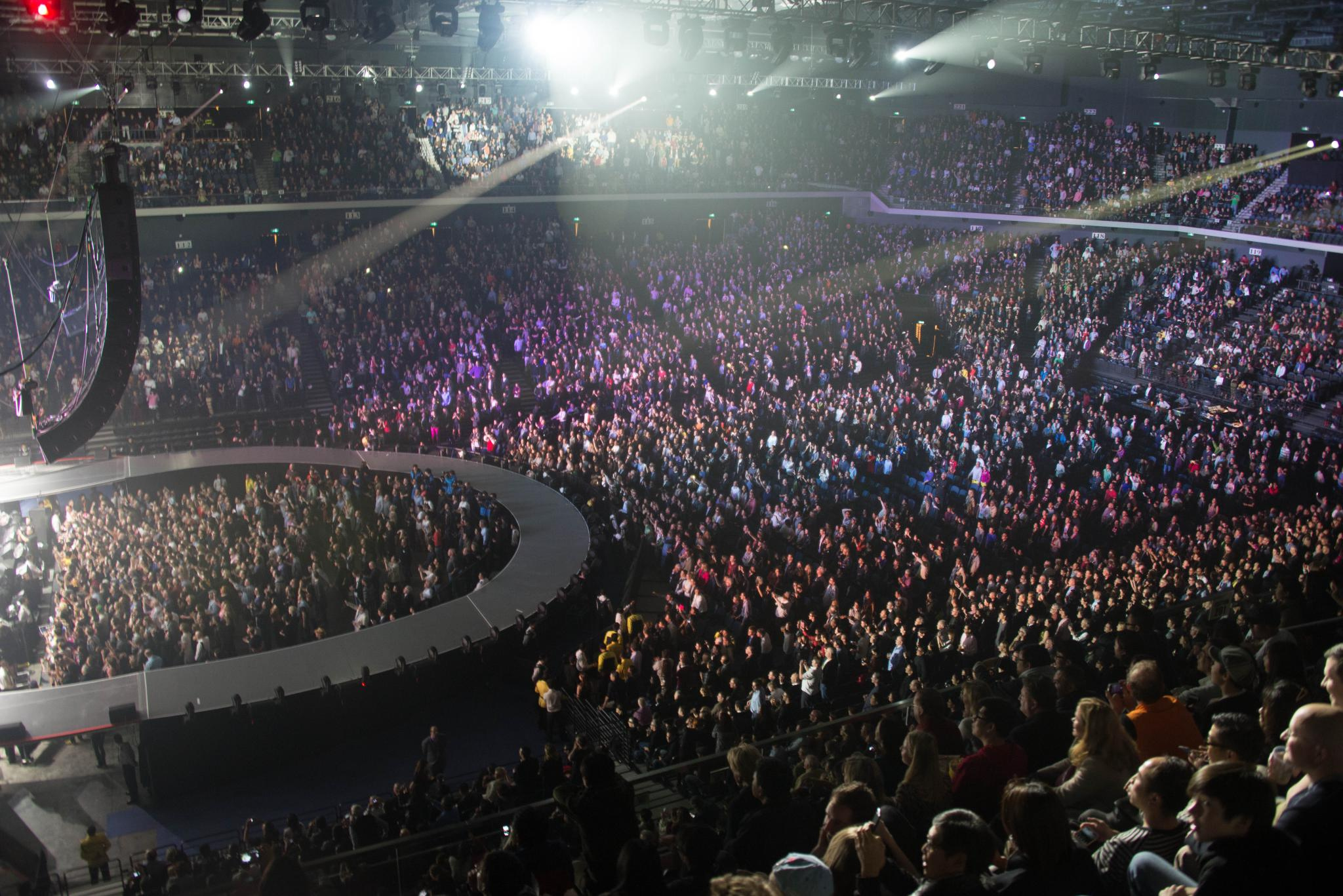
Konzert am 9. März 2014 der Rolling Stones

In der Halle werden u. a. Basketball, Badminton, Tennis und Boxkämpfe ausgetragen. Internationale Künstlerinnen wie Künstler und Bands geben Konzerte wie Céline Dion, Mariah Carey, Katy Perry, Beyoncé, Rihanna, Justin Bieber, Blackpink, BTS oder Girls’ Generation. Weitere Veranstaltungen sind Fernsehshows und Preisverleihungen.

### Spiele der NBA-Preseason
Im Oktober 2025 sollen Teams der National Basketball Association (NBA) zur Saisonvorbereitung (Preseason) in der Venetian Arena antreten.
- 10. Oktober 2025: Brooklyn Nets – Phoenix Suns –:–
- 12. Oktober 2025: Brooklyn Nets – Phoenix Suns –:–